# Bolivaridia perissochaeta
Bolivaridia perissochaeta är en urinsektsart som beskrevs av F. Bonet 1942. Bolivaridia perissochaeta ingår i släktet Bolivaridia och familjen lönntrevfotingar. Inga underarter finns listade.